# Championnats d'Europe de cyclisme sur piste juniors et espoirs 2009
Navigation
Championnats d'Europe 2008 Championnats d'Europe 2010
Les Championnats d'Europe de cyclisme sur piste juniors et espoirs 2009 se sont déroulés du 15 au 19 juillet 2009 dans le Vélodrome Minsk-Arena à Minsk en Biélorussie. Plus de 300 coureurs représentant 27 pays participent aux compétitions juniors (17-18 ans) et espoirs (- 23 ans) chez les hommes et les femmes. La France termine en tête du tableau des médailles. Les championnats d'Europe de l'américaine (U23), de l'omnium, de demi-fond et de derny ont lieu au mois d'octobre de la même année.

## Résultats

### Juniors
| Épreuves               | Or                                                                     | Or       | Argent                                                               | Argent   | Bronze                                                          | Bronze   |
| ---------------------- | ---------------------------------------------------------------------- | -------- | -------------------------------------------------------------------- | -------- | --------------------------------------------------------------- | -------- |
| Épreuves masculines    |                                                                        |          |                                                                      |          |                                                                 |          |
| Kilomètre              | Loris Paoli Italie                                                     | 1:03,369 | Krzysztof Maksel Pologne                                             | 1:03,862 | Nikolay Zhurkin Russie                                          | 1:03,974 |
| Keirin                 | Konstantinos Karageorgos Grèce                                         |          | Alexander Reinelt Allemagne                                          |          | Kévin Guillot France                                            |          |
| Vitesse individuelle   | Sergey Litvinenko Russie                                               |          | Nikolay Zhurkin Russie                                               |          | Eric Engler Allemagne                                           |          |
| Vitesse par équipes    | Erik Balzer Eric Engler Alexander Reinelt Allemagne                    | 46.384   | Paweł Laskowski Kacper Lesniak Krzysztof Maksel Pologne              | 46.694   | Kévin Guillot Mickaël Valenza Florian Vernay France             | 46.601   |
| Poursuite individuelle | Konstantin Kuperasov Russie                                            | 3:20,436 | Ivan Savitskiy Russie                                                | 3:22,235 | George Atkins Royaume-Uni                                       | 3:23,175 |
| Poursuite par équipes  | Konstantin Kuperasov Viktor Manakov Ivan Savitskiy Matvey Zubov Russie | 4:07,531 | George Atkins Samuel Harrison Timothy Kennaugh Jon Mould Royaume-Uni | 4:13,584 | Bryan Coquard Emmanuel Kéo Julien Morice Jules Pijourlet France | 4:12,838 |
| Américaine             | Jon Mould Christopher Whorrall Royaume-Uni                             | +1 tour  | Nicolò Rocchi Michele Scartezzini Italie                             | 15 pts   | Daniel McLay Sam Harrison Royaume-Uni                           | 14 pts   |
| Course aux points      | Elia Ongaretto Italie                                                  | 15 pts   | Matvey Zubov Russie                                                  | 15 pts   | Timothy Kennaugh Royaume-Uni                                    | 15 pts   |
| Scratch                | Bryan Coquard France                                                   |          | Dario Sonda Italie                                                   |          | Christopher Whorrall Royaume-Uni                                |          |
| Épreuves féminines     |                                                                        |          |                                                                      |          |                                                                 |          |
| 500m                   | Rebecca James Royaume-Uni                                              | 35.286   | Olivia Montauban France                                              | 35.671   | Magali Baudacci France                                          | 35.846   |
| Keirin                 | Ekaterina Gnidenko Russie                                              |          | Rebecca James Royaume-Uni                                            |          | Varvara Boyko Russie                                            |          |
| Vitesse individuelle   | Rebecca James Royaume-Uni                                              |          | Laurie Berthon France                                                |          | Ekaterina Gnidenko Russie                                       |          |
| Vitesse par équipes    | Laurie Berthon Olivia Montauban France                                 | 35.171   | Aleksandra Drejgier Dominika Żukowska Pologne                        | 35.973   | Christina Konsulke Charlott Arndt Allemagne                     | 35.971   |
| Poursuite individuelle | Hanna Solovey Ukraine                                                  | 2:24,655 | Lucie Zaleska Tchéquie                                               | 2:25,456 | Laura Kenny Royaume-Uni                                         | 2:28,102 |
| Poursuite par équipes  | Ella Sadler-Andrews Jessica Booth Laura Kenny Royaume-Uni              | 3:30,627 | Elena Lichmanova Lidia Malakhova Galina Streltsova Russie            | 3:34,501 | Inna Metalnikova Elizaveta Oshurkova Hanna Solovey Ukraine      | 3:36,110 |
| Course aux points      | Hanna Solovey Ukraine                                                  | 29 pts   | Aude Biannic France                                                  | 25 pts   | Laura Kenny Royaume-Uni                                         | 13 pts   |
| Scratch                | Giulia Donato Italie                                                   |          | Gabriela Slamova Tchéquie                                            |          | Roxane Fournier France                                          |          |

### Espoirs
| Épreuves               | Or                                                                      | Or       | Argent                                                         | Argent   | Bronze                                                                 | Bronze   |
| ---------------------- | ----------------------------------------------------------------------- | -------- | -------------------------------------------------------------- | -------- | ---------------------------------------------------------------------- | -------- |
| Épreuves masculines    |                                                                         |          |                                                                |          |                                                                        |          |
| Kilomètre              | Michaël D'Almeida France                                                | 1:01.875 | Maximilian Levy Allemagne                                      | 1:01.980 | Thomas Bonafos France                                                  | 1:02.499 |
| Keirin                 | Maximilian Levy Allemagne                                               |          | Jason Kenny Royaume-Uni                                        |          | Christos Volikakis Grèce                                               |          |
| Vitesse individuelle   | Kévin Sireau France                                                     |          | Jason Kenny Royaume-Uni                                        |          | Tobias Wächter Allemagne                                               |          |
| Vitesse par équipes    | Michaël D'Almeida Thierry Jollet Kévin Sireau France                    | 43.946   | Peter Mitchell Jason Kenny David Daniell Royaume-Uni           | 44.437   | Maciej Bielecki Adrian Tekliński Krzysztof Szymanek Pologne            | 45.181   |
| Poursuite individuelle | Steven Burke Royaume-Uni                                                | 4:24.129 | Valery Kaykov Russie                                           | 4:25.259 | Alexandr Pliuschin Moldavie                                            | 4:27.690 |
| Poursuite par équipes  | Artur Ershov Valery Kaykov Ievgueni Kovalev Alexander Petrovskiy Russie | 4:04.381 | Mark Christian Andrew Fenn Luke Rowe Erick Rowsell Royaume-Uni | 4:06.846 | Pawel Brylowski Dawid Glowacki Adrian Kuriek Grzegorz Stępniak Pologne | 4:07.581 |
| Course aux points      | Artur Ershov Russie                                                     | 55 pts   | Alexandr Pliuschin Moldavie                                    | 51 pts   | Mark Christian Royaume-Uni                                             | 47 pts   |
| Scratch                | Elia Viviani Italie                                                     |          | Luke Rowe Royaume-Uni                                          |          | Albert Torres Espagne                                                  |          |
| Épreuves féminines     |                                                                         |          |                                                                |          |                                                                        |          |
| 500m                   | Sandie Clair France                                                     | 34.005   | Virginie Cueff France                                          | 34.958   | Vilija Sereikaitė Lituanie                                             | 35.087   |
| Keirin                 | Lyubov Shulika Ukraine                                                  |          | Renata Dabrowska Pologne                                       |          | Olga Streltsova Russie                                                 |          |
| Vitesse individuelle   | Lyubov Shulika Ukraine                                                  |          | Olga Streltsova Russie                                         |          | Virginie Cueff France                                                  |          |
| Vitesse par équipes    | Sandie Clair Virginie Cueff France                                      | 34.138   | Victoria Baranova Olga Streltsova Russie                       | 35.501   | Renata Dabrowska Marta Janowiak Pologne                                | 35.356   |
| Poursuite individuelle | Vilija Sereikaitė Lituanie                                              | 3:36.446 | Lesya Kalitovska Ukraine                                       | 3:37.368 | Aušrinė Trebaitė Lituanie                                              | 3:44.028 |
| Poursuite par équipes  | Svitlana Galyuk Lesya Kalitovska Anna Nagirna Ukraine                   | 3:28.143 | Jolien D'Hoore Jessie Daams Kelly Druyts Belgique              | 3:30.193 | Lisa Brennauer Laura Dittmann Franziska Merten Allemagne               | 3:32.102 |
| Course aux points      | Marta Tagliaferro Italie                                                | 28 pts   | Victoria Kondel Russie                                         | 25 pts   | Lesya Kalitovska Ukraine                                               | 24 pts   |
| Scratch                | Anna Blyth Royaume-Uni                                                  |          | Malgorzata Wojtyra Pologne                                     |          | Evgeniya Romanyuta Russie                                              |          |

## Tableau des médailles
| Rang  | Nation      | Or | Argent | Bronze | Total |
| ----- | ----------- | -- | ------ | ------ | ----- |
| 1     | France      | 7  | 4      | 7      | 18    |
| 2     | Russie      | 6  | 8      | 5      | 19    |
| 3     | Royaume-Uni | 6  | 7      | 7      | 20    |
| 4     | Italie      | 5  | 2      | 0      | 7     |
| 5     | Ukraine     | 5  | 1      | 2      | 8     |
| 6     | Allemagne   | 2  | 2      | 4      | 8     |
| 7     | Lituanie    | 1  | 0      | 2      | 3     |
| 8     | Grèce       | 1  | 0      | 1      | 2     |
| 9     | Pologne     | 0  | 5      | 3      | 8     |
| 10    | Tchéquie    | 0  | 2      | 0      | 2     |
| 11    | Moldavie    | 0  | 1      | 1      | 2     |
| 12    | Belgique    | 0  | 1      | 0      | 1     |
| 13    | Espagne     | 0  | 0      | 1      | 1     |
| Total | Total       | 33 | 33     | 33     | 99    |